# Nakadōri
Nakadōri (中通り) è una regione che comprende la parte centrale della Prefettura di Fukushima in Giappone. Si trova tra le regioni di Aizu, ad ovest, e Hamadōri, ad est. Le città principali della zona sono Kōriyama e la capitale della prefettura, Fukushima.